# Physocephala maculigera
Physocephala maculigera är en tvåvingeart som beskrevs av Krober 1915. Physocephala maculigera ingår i släktet Physocephala och familjen stekelflugor. Inga underarter finns listade i Catalogue of Life.